# Mike Ness
 (juillet 2015).
Le contenu est difficilement compréhensible vu les erreurs de traduction, qui sont peut-être dues à l'utilisation d'un logiciel de traduction automatique.
Pour les articles homonymes, voir Ness.
Mike Ness (Michael James Ness) né le 3 avril 1962 à Lynn dans le Massachusetts est un chanteur et guitariste américain, leader et fondateur du groupe Social Distortion. De plus il est le créateur et styliste pour sa propre ligne de prêt-à-porter Black Kat Kustoms et est un hot rodder aguerri.

## Biographie

### Enfance et carrière avec Social Distortion
Ness est né à Lynn dans le Massachusetts et élevé dans le Comté d'Orange en Californie par des parents alcooliques il est viré de la maison familiale par son père à l'âge de 15 ans. Ness vit alors dans différents endroits, chez des amis ou de la famille proche. Il quitte l'école dans sa dernière année de lycée et se réfugie alors dans la drogue et la petite délinquance, se faisant mettre en prison plusieurs fois, tout en s'impliquant dans la scène punk.
À 18 ans Ness, dans un excès de rage et sous l'emprise de la drogue, prend un couteau et coupe son index gauche. Emmené à l'hôpital, il put être recousu et il n'eut pas de séquelles, cette anecdote fut souvent citée dans le monde du punk rock. À la suite de cela, Ness fut placé dans une section psychiatrique pendant 72 heures, mais ne fut pas gardé après que ses parents vinrent le chercher.
Influencé par des groupes comme The Ramones, The Clash ou les Rolling Stones, il fonde Social Distortion en 1978, lors de leur premier concert, Ness fut arrêté pour avoir craché au visage d'un policier. Le groupe enregistre son premier album Mommy's Little Monster chez 13th Floor records en 1982.
À cette époque, l'addiction de Mike pour les drogues et son attitude auto-destructrice s'aggravent à un tel point qu'elles provoquent presque la séparation du groupe. Le documentaire Another State of Mind rend d'ailleurs compte de cette période en suivant plusieurs groupes en tournée à travers les États-Unis, dont Social Distortion, Youth Brigade, Minor Threat...
Au milieu des années 1980, Ness devient brièvement peintre en bâtiment et assistant thérapeute dans une école primaire.
Le groupe traverse une période d'inactivité durant laquelle Mike fait plusieurs séjours en prison, qui donneront d'ailleurs à la suite de l'enregistrement du deuxième album de Social Distortion, Prison Bound sur Restless Records plusieurs années plus tard, en 1988.
En 1989, le groupe signe chez Epic Records, label avec lequel il enregistre trois albums (Social Distortion en 1990, Somewhere Between Heaven And Hell en 1992 (avec une pochette rendant hommage à l'album Peanut Butter Rock'n'Roll de Hasil Adkins), et White Light, White Heat, White Trash en 1996).
Le groupe quitte ce label en 1996 pour rejoindre Time Bomb recordings, label indépendant avec lequel il sort Mainliner: Wreckage From The Past (compilation de morceaux rares, de vieux singles, ...) puis Live At The Roxy en 1998, le premier album live de Social Distortion.

### Carrière solo
En 1999, Mike Ness enregistre et coproduit son premier album solo, Cheating At Solitaire, cet album est un hommage à ces influences country, blues et rockabilly qui l'on bercé tout au long de sa carrière ( Bob Dylan, Johnny Cash, Carl Perkins, ...).
L'album comporte des collaborations avec Bruce Springsteen, Brian Setzer et Josh Freese.
La même année, Mike enregistre son deuxième album solo, Under The Influences. Cet album est un ensemble de reprises de standards de country, de rockabilly, de honky tonk, etc. qui l'ont influencé au cours de sa vie. Il reprend ainsi Johnny Cash, Hank Williams, Marty Robbins, Wanda Jackson et d'autres à travers des interprétations personnelles et modernisées.
Ness part alors en tournée à travers les États-Unis avec comme musicien Charlie Quintana (ex-batteur de Bob Dylan), Brent Harding à la basse et Jonny Wickersham à la guitare.

### Mort de Dennis Danell
L'ami d'enfance et membre fondateur de Social Distortion Dennis Danell meurt le 29 février 2000 d'un anévrisme intra-crânien. Ness dévasté, met du temps à s'en remettre. Malgré tout Social Distortion se remet à enregistrer en juin 2000 l'album Sex, Love and Rock 'n' Roll (ou Dennis sera d'ailleurs remplacé par Matt Freeman le bassiste de Rancid). Plusieurs des chansons sont dédicacées à Danell telles que Don't Take Me For Granted, Reach For The Sky et Angel's Wings.

### Actualité

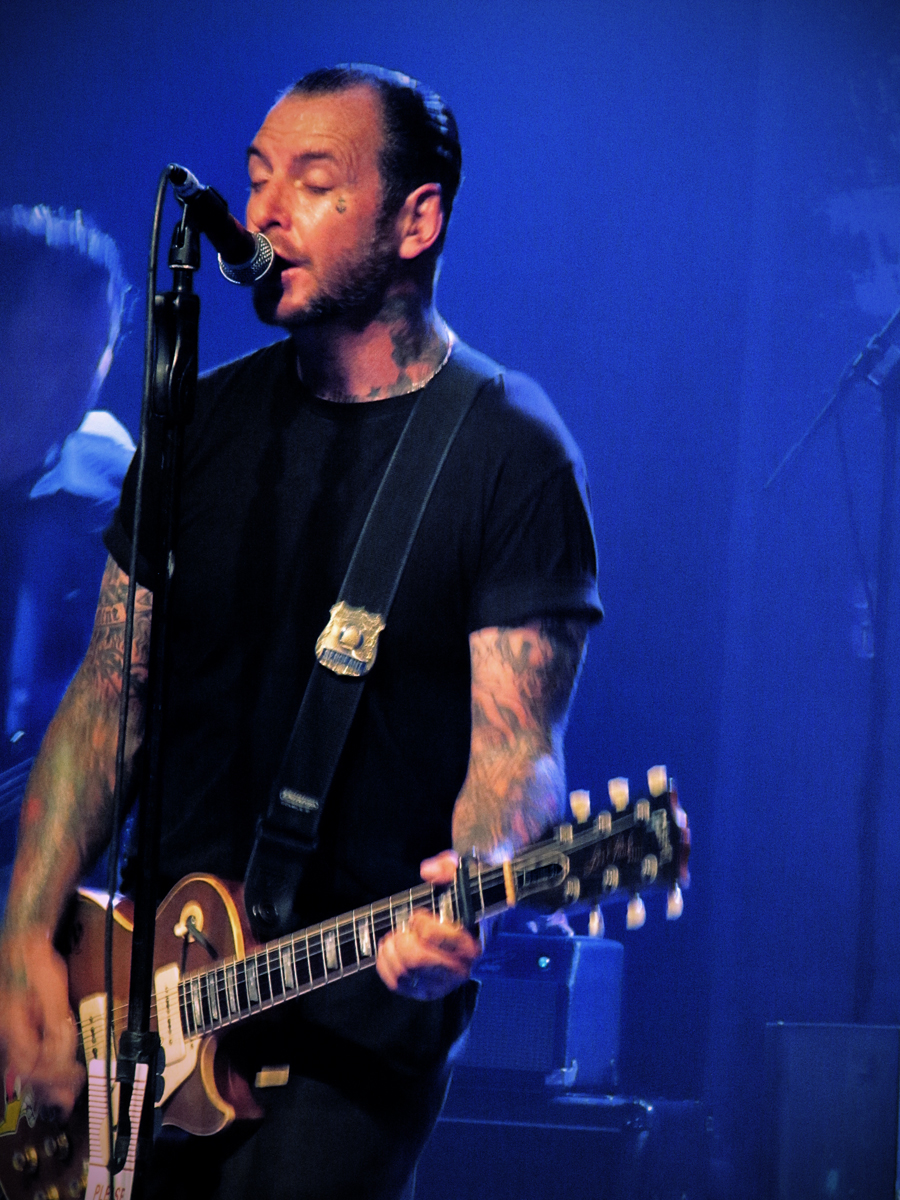
Mike Ness en concert à Madrid

En 2003 Social Distortion enregistre leur premier DVD intitulé Live In Orange County au House of Blues Entertainment de Anaheim en Californie qui fut sorti en même temps que l'album Sex, Love and Rock'n'roll. Le DVD montre le premier concert avec la nouvelle composition du groupe, avec Ness à la guitare et au chant, Wickersham remplaçant Danell à la guitare, Maurer à la guitare rythmique et Quintana à la batterie.
En 2006, Ness se casse le poignet en faisant du skateboard à Las Vegas, Mike malgré tout poursuivit la tournée en s'occupant uniquement de la partie chant alors que le guitariste de TSOL Ron Emory remplaça Ness à la guitare.
Le 18 janvier 2007, l'ancien bassiste de Social Distortion Brent Liles meurt renversé par un camion.
Le 17 mai 2008, Ness et Social Distortion fut rejoint sur scène par Bruce Springsteen dans le New Jersey. Ensemble ils jouèrent Misery Loves Company, Ball and Chain, If You Leave Before Me et I Fought the Law.
Le 16 avril 2009, c'est Ness qui rejoint Bruce Springsteen et son groupe sur scène à Los Angeles. Il récidive le 4 décembre 2012 à Anaheim où ils reprennent ensemble le titre Bad Luck de Social Distortion.
Après un hiatus indéfini et la sortie de l'album compilation Greatest Hits, Ness déclare dans une interview que le groupe rentrera en studio en décembre 2009 ou janvier 2010 pour enregistrer leur nouvel album.

En 2024, il reçoit honorifiquement les clés de sa ville natale.

### Vie privée
Ness vit avec sa femme Christine Marie et ses deux fils Johnny et Julian à Costa Mesa en Californie. Il est un avide collectionneur de hot rod, il est propriétaire d'une Chevrolet 1954 d'une Ford 1936 d'une Cadillac Coupe DeVille 1954, une Chevrolet Fleetline Aero Sedan de 1947, et un pickup Chevrolet de 1947. En 2003 il fonde la marque de vêtements Black Kat Kustoms avec son ami Don Nemarnik. Black Kat Kustoms étant une marque de prêt à porter sur la Kustom Kulture, les chats et les motos. Mike Ness est un grand fan de télé réalité, enfin il est végétarien de longue date et militant écologiste. Comme passe temps Ness fait de la musculation.
Ness a produit le groupe The Hangmen provenant d'Hollywood et qui fit la première partie de Social Distortion.
Fortement tatoué partout sur le corps, parmi ceux-ci on peut noter une Mercury 1950 sur l'estomac, au-dessus le Christ avec un halo autour de la tête, sur le côté gauche de la poitrine une diablesse et sur le droit un ange.

## Équipement
Guitares
- Gibson SG (Débuts de Social D.)
- 76' Gibson Les Paul Deluxe, avec micros Seymour Duncan SP90 Custom Shop[12]
- Gibson Les Paul Sunburst
- Gibson 1945 J-45 (Acoustique)
- Gibson 1939 J-35 (Acoustique)
- 1940 Martin D-18 (Acoustique)

Amplification
- Fender Bassman 1967, modifié par Fred Taccone et Billy Zoom
- Cabs Marshall 1960B 4x10" reissue

Effets
- Pédale d'overdrive Boss SD-1
- Un Delay, uniquement en studio MXR (en) Carbon Copy Analog Delay M169

Cordes
- Ernie Ball 10-52

Réglages
- Overdrive : Level à 2 h, Tone à 12 h, Drive à 2 h
- Delay : Regen à 0, Mix à 9 h 30, Delay à 10 h 30, mod actif[13]
- Ampli : Volume 10, Treble 10, Bass 7, guitare branchée dans l'entrée 1 Bass

## Discographie

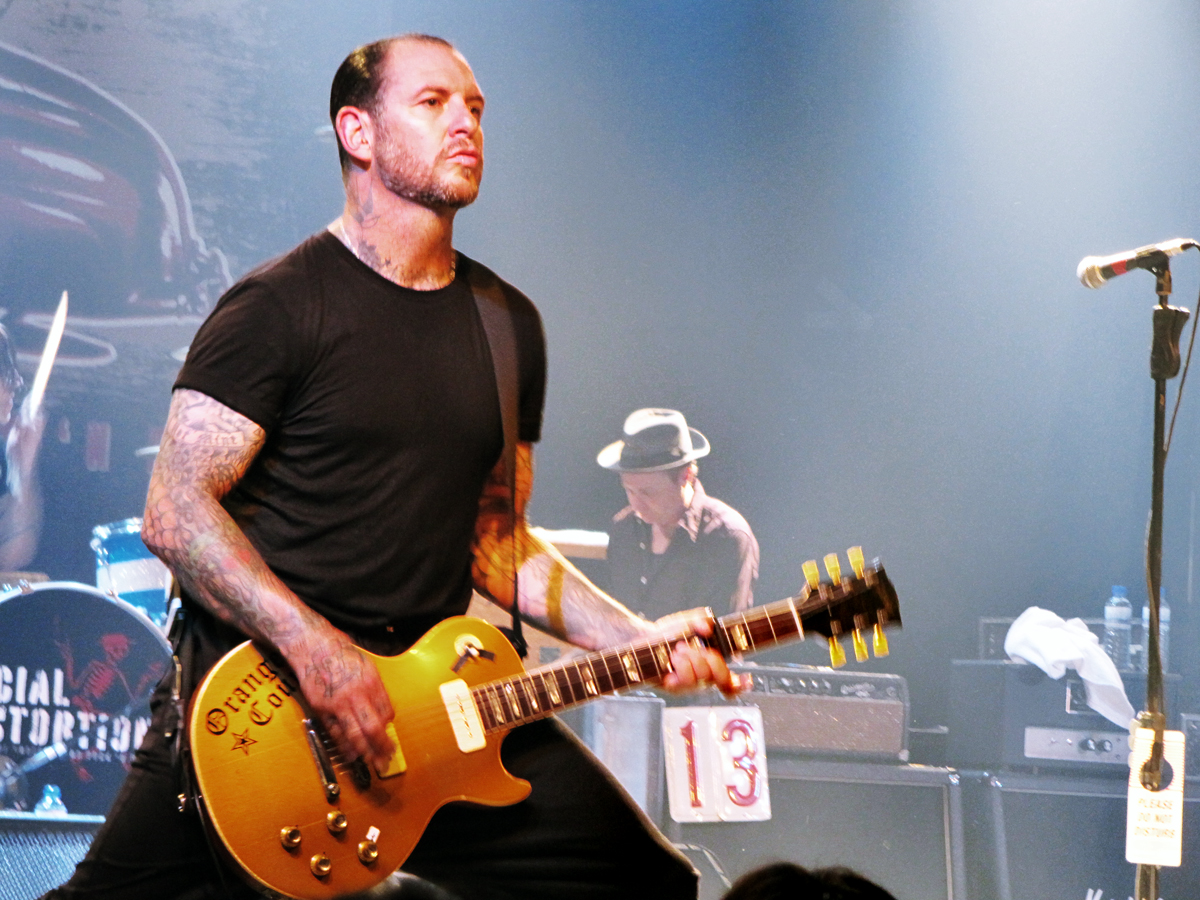
Mike Ness en concert à Madrid

### Social Distortion
| Année | Album                                | Contribution    |
| ----- | ------------------------------------ | --------------- |
| 1983  | Mommy's Little Monster               | chant / guitare |
| 1988  | Prison Bound                         | chant / guitare |
| 1990  | Self-Titled                          | chant / guitare |
| 1992  | Somewhere Between Heaven And Hell    | chant / guitare |
| 1995  | Mainliner: Wreckage From the Past    | chant / guitare |
| 1996  | White Light, White Heat, White Trash | chant / guitare |
| 1998  | Live at the Roxy                     | chant / guitare |
| 2004  | Sex, Love and Rock 'n' Roll          | chant / guitare |
| 2007  | Greatest Hits                        | chant / guitare |
| 2011  | Hard Times and Nursery Rhymes        | chant / guitare |

### Solo
| Année | Album                 | Contribution    |
| ----- | --------------------- | --------------- |
| 1999  | Cheating At Solitaire | chant / guitare |
| 1999  | Under The Influences  | chant / guitare |

### Liens
- Social Distortion.com
- Time Bomb Recordings
- Black Kat Kustoms